# Amelie Posse

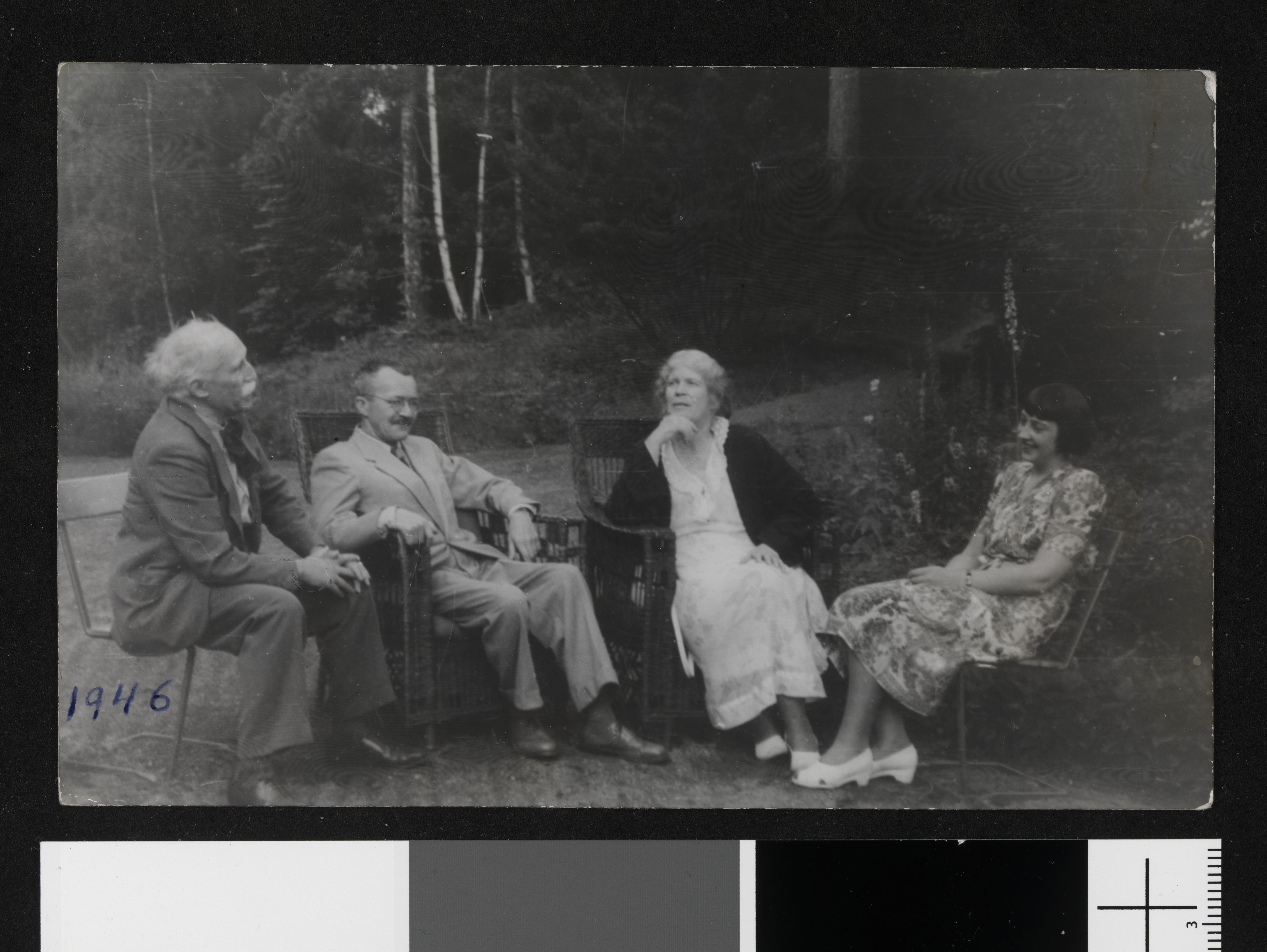
Poul Carl Bjerre, Arnulf Øverland, Amelie Posse-Bràzdovà och oidentifierad kvinna 1946.

Amelie Posse, född 11 februari 1884 i Stockholm, död 3 mars 1957 i Stockholm, var en svensk författare och konstnär. Hon är bland annat känd för att ha grundat den antinazistiska motståndsorganisationen Tisdagsklubben.

## Biografi
Amelie Posse var dotter till greve Fredrik Arvidsson Posse och sångerskan Auda Gunhild Wennerberg. Hon var sondotter till statsminister Arvid Posse samt dotterdotter till skalden och politikern Gunnar Wennerberg. Hon växte upp på Maryhill i Glumslöv, ovanför Ålabodarna, där familjen umgicks med den lokala aristokratin. Under uppväxten kom hon i kontakt med såväl språk, som musik och litteratur. Under tiden på Maryhill gjorde hon ett stort intryck på författaren Gabriel Jönsson. 1897 flyttade familjen till Lund, efter att fadern hade gått bort. I Lund studerade Amelie Posse tyska och italienska, och därefter flyttade hon till Köpenhamn för att studera piano och måleri. Hennes konststudier bedrevs vid Haslunds målarskola i Köpenhamn, vilket dock inte ledde till någon karriär som konstnär.
Hon gifte sig 1904 i Lunds domkyrka med Andreas Bjerre med vilken hon fick sonen Sören. Ett år senare blev hon och modern Gunhild svägerskor, eftersom modern 1905 gifte sig med Poul Bjerre. Äktenskapet mellan Posse och Bjerre var över 1912 och Amelie Posse gifte sig 1915 med den tjeckiske konstnären Oskar "Oki" Brázda (1887–1977). Posse var bosatt med honom och sönerna Slavo och Jan på godset Líčkov i Tjeckoslovakien, tills Gestapo efterlyste henne. Under sitt liv i Tjeckoslovakien blev hon nära vän med den första presidenten Tomáš Garrigue Masaryk. Hon återvände till Sverige med sönerna – maken skilde hon sig från 1939 – och fortsatte i Stockholm att bistå flyktingar från Europa. Under åren i Tjeckoslovakien (1925–1939) "etablerade hon sig som publicist i demokratisk och pacifistisk anda".
Hon var en av initiativtagarna till och aktiv i motståndsorganisationen Tisdagsklubben i Stockholm, med syfte att i Sverige motverka den nationalsocialistiska expansionen i Europa och Sverige under andra världskriget. Den skulle också utgöra grunden för en svensk motståndsrörelse i det fall Sverige ockuperades av Tyskland. Klubbens första möte hölls, av en tillfällighet, den 9 april 1940, det vill säga samma dag som Norge invaderades och ockuperades av Tyskland. Posse likaväl som övriga medlemmar av klubben fanns upptagen på tyska listor över "opålitliga svenskar".
Hon har skrivit självbiografiska böcker om ett internationellt och växlingsrikt liv.
Amelie Posse och Gunnar Wennerberg vilar vid Odensvi kyrka.
I det gamla pumphuset vid Örenäs slott, nära det rivna Maryhill, Posses barndomshem, finns ett litet museum om Amelie Posse.